# Muž na balkóně
Muž na balkóně (švédsky Den Mannen på balkongen) je třetím dílem z desetidílné série Románů o zločinu s hlavním hrdinou, policejním komisařem Martinem Beckem od švédské autorské dvojice Maj Sjöwallová – Per Wahlöö. Ve Švédsku byla kniha vydána v roce 1967, český překlad vyšel poprvé v roce 1974, a dále v letech 1987 a 2007. Poprvé v celé sérii se setkáváme s policisty Gunvaldem Larssonem a Einarem Rönnem, kteří se následně objevují i ve všech dalších dílech.

## Děj
Hlavní hrdina románu, kterým je stejně jako všech dalších dílech série komisař Martin Beck ze stockholmské kriminálky, odjíždí do Motaly navštívit svého přítele a též policistu Ahlberga, se kterým před třemi lety vyšetřovali brutální vraždu mladé Američanky. Návštěva má sice naoko pracovní charakter, ale hlavním důvodem je setkání a posezení s kamarádem, s kterým si Martin Beck velmi rozumí.

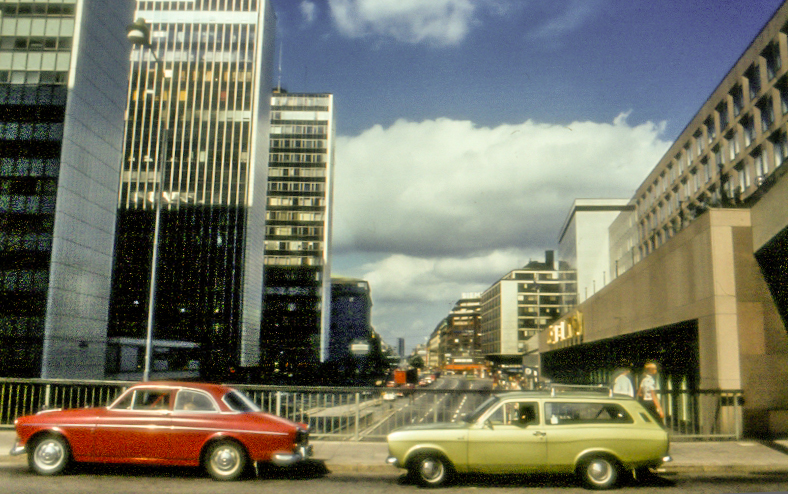
Sveina třída ve Stockholmu

Po návratu ho ovšem čekají opět pracovní povinnosti, a ne zrovna příjemné. Gunvald Larsson, drsný policista hřmotné postavy, pátrá po mimořádně rafinovaném lupiči, který přepadává lidi v městských parcích. V parku, ve kterém došlo k poslednímu přepadení, je nalezena zavražděná a znásilněná devítiletá dívka, na místě činu nebyly nalezeny její kalhotky, které si vrah nejspíš odnesl. Policista zvažují možnost, že oba zločiny, loupež i vraždu, mohl spáchat stejný člověk, protože k nim došlo takřka ve stejnou dobu. Ale zároveň je možné, že jde o dva rozdílné pachatele, což se vyšetřovatelům jeví jako pravděpodobnější varianta. V každém případě je nutné rychle najít lupiče, protože i kdyby nebyl vrahem, mohl by policii poskytnout cenné svědectví. Brzy poté se na policii se přihlásí mladá žena a vypoví, že měla s údajným lupičem náhodný poměr. Nic už tedy nebrání jeho dopadení. Skutečně se ukáže, že lupič s vraždou nemá nic společného. To, že se oba činy staly takřka ve stejnou dobu v jednom parku je pouhá náhoda. Lupič, ač sám drsný chlapík, je tak konsternován zločinem vraždy malé dívky, že s policií ochotně spolupracuje. Po dlouhém výslechu vyjde najevo, že pravděpodobně pachatele skutečně viděl a podá policii jeho popis.
Patrání se přesto zasekne na mrtvém bodě, a když jsou později postupně nalezeny další mrtvé dívky s chybějícími kalhotkami, tak si policisté musejí přiznat, že jsou bezradní.
Mezitím se čtenář seznamuje s mužem, který dnem i nocí sedí na svém balkóně a pozoruje lidi na rušné Sveině třídě. Tato podivná skutečnost neunikne ženě, která bydlí naproti. Zavolá na polici, aby oznámila toto podezřelé chování. Hovor přijme Gunvald Larsson a ženu odbyde, protože sedět na svém vlastním balkóně není protizákonné. Přesto si zapíše jeho popis. A právě tento telefonát nakonec celý případ pomůže rozřešit. Popis je totiž naprosto shodný s lupičovým popisem muže z parku. Může jít o náhodu, ale přesto se policisté rozhodnou tuto skutečnost prověřit. Vniknou do bytu a při důkladné prohlídce naleznou všechny odcizené dívčí kalhotky. Pachatel v bytě není, ale jeho chycení a usvědčení je již jen otázkou času.

## Filmová adaptace
V roce 1993 ve Švédsku vznikl stejnojmenný film s Göstou Ekmanem a Rolfem Lassgården v rolích Martina Becka a Gunvalda Larssona. Film sklidil velký úspěch a získal švédskou filmovou cenu Zlatohlávek ve třech kategoriích.